# ستيف ديلونج
ستيف ديلونج (بالإنجليزية: Steve DeLong)‏ هو لاعب كرة قدم أمريكية أمريكي، ولد في 3 يوليو 1943 في نورفولك في الولايات المتحدة، وتوفي في 18 أغسطس 2010 في نوكسفيل في الولايات المتحدة.

## وصلات خارجية
- ستيف ديلونج على موقع مرجع كرة القدم المحترفة.كوم (الإنجليزية)
- ستيف ديلونج على موقع قاعة تينيسي للمشاهير الرياضية (الإنجليزية)